# 哈努曼与假面五骑士
《哈努曼與假面五騎士》是在1975由泰國萬歲製片公司未經授權下製作的假面騎士電影，在1975年3月15日上映。為同公司作品《猴王大戰七超人》的续集。

## 介绍
在前作中的三個佛像盜賊被哈努曼（印度史诗《羅摩衍那》中的神猴）杀掉，其中一个被G.O.D.秘密机关（G.O.D）的首領，黑暗王復活。G.O.D.秘密机关捉維魯特博士要他製造怪人，但這些怪人被五个假面骑士打敗。之後G.O.D.秘密机关用怪人製造機造新的怪人，假面骑士與它們交戰時都死在神秘的爆炸中。此時哈努曼出現令五假面骑士復活，同时合作救維魯特博士和其他被捉的人。之後黑暗王變大，哈努曼就替假面骑士與黑暗王战斗。

## 相關軼聞
- 本片使用的剪輯素材為日本的《假面騎士X》電影版「五人ライダー対キングダーク」，但多集中於全片的前段部分，原片中出現的日本演員畫面也照樣沿用，變身前的騎士，僅有飾演一文字隼人的佐佐木剛（僅於剪輯變身畫面素材中出現）以及飾演神敬介的速水亮登場（沿用原片畫面）。但泰國自行拍攝的畫面部分，由於道具製作較為粗糙（飾演騎士人的演員由於頭盔大小不合，整張臉甚至完全外露），因此兩相比較之下畫面則呈現出明顯的落差。而此片的拍攝據稱因未獲東映同意而產生著作權糾紛，最後由泰方賠償了事。
- 本片片头曲为《假面騎士X》主题曲的泰语版翻唱，由歌手Mesak Nakarat（泰语：มีศักดิ์ นาครัตน์ ，1938-2012）主唱。約2006年12月下旬起在香港傳播，後來並成為空耳名曲[1]，其中歌词被幻听为“马个屁股变菊花”（羅馬化：Mā bn din h̄rụ̄x ca bin bn f̂ā，来到地球、飞上天空）、“带港币八蚊”（羅馬化：[Rậngrx mị̀] Dị̂ t̂xng pị prāb mạn，﹝不要﹞犹豫制服他）等[2]，因此衍生出不少二次創作或翻唱版本。